# Angophora inopina
Angophora inopina ist eine Pflanzenart innerhalb der Familie der Myrtengewächse (Myrtaceae). Sie kommt um Newcastle an der Ostküste von New South Wales vor und wird dort „Charmhaven Apple“ genannt.

## Beschreibung

### Erscheinungsbild und Blatt
Angophora inopina wächst als Baum, der Wuchshöhen von bis zu 8 Meter erreicht oder oft in der Wuchsform der Mallee-Eukalypten, dies ist eine Wuchsform, die mehr strauchförmig als baumförmig ist, es sind meist mehrere Stämme vorhanden, die einen Lignotuber ausbilden. Die Borke verbleibt am gesamten Baum, ist grau oder blassbraun und kurzfasrig.
Bei Angophora inopina liegt Heterophyllie vor. Die einfachen Laubblätter sind immer gegenständig an den Zweigen angeordnet. Die sitzenden Laubblätter an jungen Exemplaren besitzen steife, einfache Haare sowie borstige Drüsenhaare (Trichome). An mittelalten Exemplaren sind die Laubblätter gerade, ganzrandig und matt grün. Die Laubblätter an erwachsenen Exemplaren sind in Blattstiel und Blattspreite gegliedert. Ihr Blattstiel ist 5 bis 8 mm lang. Ihre einfache, kahle Blattspreite ist bei einer Länge von 4 bis 11 cm und einer Breite von 0,6 bis 2,6 cm lanzettlich bis breit lanzettlich mit spitzem Spreitengrund und spitzem oberen Ende. Die Blattoberseite und -unterseite ist verschieden gefärbt. Die Seitennerven gehen in engen Abständen in einem stumpfen Winkel vom Mittelnerv ab. Die Keimblätter (Kotyledonen) sind fast kreisförmig.

### Blütenstand und Blüte
Endständig auf einem 3 bis 17 mm langen, steif behaarten Blütenstandsschaft stehen in zusammengesetzten Gesamtblütenständen mehrere Teilblütenstände. Der steif behaarte Blütenstiel ist 7 bis 12 mm lang. Die Blütenknospen sind bei einer Länge und einem Durchmesser von je 5 bis 7 mm kugelig. Die zwittrigen Blüten sind cremeweiß. Die vier Kelchblätter sind zu vier Kelchzähnen auf dem gerippten Blütenbecher (Hypanthium) reduziert. Die vier Kronblätter besitzen eine Länge sowie eine Breite von je 3 bis 4 mm.

### Frucht und Samen
Die gestielte Frucht ist bei einer Länge von 11 bis 15 mm und einem Durchmesser von 5 bis 7 mm becher- bis birnenförmig. Der Diskus ist flach und vom Rand des Blütenbechers verdeckt oder auch eingedrückt. Die kniescheibenförmigen Samen sind regelmäßig und abgeflacht, glatt und seidenmatt rot.

## Vorkommen und Gefährdung
Angophora inopina kommt nur an der Ostküste von New South Wales, in einem Radius von etwa 80 km um Newcastle nur im Gebiet von Charmhaven und Wyee, vor.
Angophora inopina gedeiht hauptsächlich in offenen Waldländern mit dichtem Unterholz auf tiefen, weißen sandigen Böden über Sandstein.
Angophora inopina wird vom „New South Wales Government“ als „vulnerable“ = „gefährdet“ eingestuft.

## Taxonomie
Die Erstbeschreibung von Angophora inopina erfolgte 1997 durch Kenneth D. Hill unter dem Titel New species in Angophora and Eucalyptus (Myrtaceae) from New South Wales in Telopea, Volume 7 (2), S. 97. Das Typusmaterial weist die Beschriftung New South Wales: Central Coast: corner of Old Pacific Hwy and Arizona Rd, Charmhaven, K. D. Hill 4779, L.C. Stanberg & K. L. Wilson, 20 Dec 1997 (holo NSW; iso: AD, BRI, CANB, MEL, K, MO) auf. Ein Synonym für Angophora inopina K.D.Hill ist Eucalyptus inopina (K.D.Hill) Brooker.